# Кшешув (Малопольське воєводство)
Кшешув (пол. Krzeszów) — село в Польщі, у гміні Стришава Суського повіту Малопольського воєводства.
Населення — 1620 осіб (2011).

## Демографія
Демографічна структура станом на 31 березня 2011 року:
|          | Загалом | Допрацездатний вік | Працездатний вік | Постпрацездатний вік |
| -------- | ------- | ------------------ | ---------------- | -------------------- |
| Чоловіки | 783     | 140                | 553              | 90                   |
| Жінки    | 837     | 175                | 487              | 175                  |
| Разом    | 1620    | 315                | 1040             | 265                  |